# Ketriporis
Ketriporis (gr.: Κετρίπορις, Ketriporis) – król trackich Odrysów w latach 356-347 p.n.e. Syn Berisadesa, króla Odrysów.
Ketriporis po śmierci ojca objął władzę wraz z braćmi Monouniosem i Skokoskosem I (Skostokosem). Kontrolował tylko ziemie na zachód od rzeki Nestos na obszarze dawnego królestwa Odrysów. Pozostałe tereny były w posiadaniu jego dwóch rywali i krewnych. Amadokos II rządził w centrum między Nestos i Hebros, natomiast Kersobleptes na wschodzie Tracji od rzeki Hebros. Ketriporis posiadał władzę nad obszarem przybrzeżnym w regionie wokół jeziora Prasias, nad Amfipolis w głębi kraju oraz kopalnie srebra Achladochori. Niewątpliwie z kruszców pochodzących z tych kopalń bił doskonałe monety. Filozof grecki Arystoteles pisał, że tereny za Amfipolis, doskonałe do polowań z sokołami oraz bagniste, znajdowały się w jego królestwie.
Ketriporis, Grabos, król iliryjskich Grabajów oraz Lyppejos, król Pajonów postanowili wspólnie zaatakować Macedonię. W tym czasie król Filip II Macedoński zawarł przymierze ze Związkiem Chalkidyckim, natomiast Ateńczycy, jego wrogowie, byli zajęci na Morzu Egejskim. Gdyby trzej pierwsi królowie zdołali połączyć siły i najechać Macedonię, prawdopodobnie by ją złupili. Król Filip II był jednak od nich szybszy. Pokonał część oddziałów Ketriporisa wczesnym latem 356 r. Latem tego roku Ateńczycy zawarli sojusz z tymi trzema królami przeciw Macedonii. Zawarte przymierze na niewiele się zdało. Parmenion, wódz Filipa, bowiem pokonał Grabosa na przełomie lipca i sierpnia. Lyppejos zaś po porażce w innej bitwie przeszedł na stronę wroga. W tym czasie lub nieco później Ketriporis został pokonany przez Filipa II. Stał się wasalnym władcą.
Ketriporis prawdopodobnie był podporządkowany i usunięty przez króla Filipa II 347 r., ponieważ na początku tego roku Macedończycy zajęli trackie kopalnie srebra zapewne podczas kampanii w zachodniej Tracji. Później w tym samym roku innych trackich królów Kersobleptesa i Amadokosa II spotkał podobny los.